# Кузеевский сельсовет
Кузеевский сельсовет — муниципальное образование в Буздякском районе Башкортостана.

## История
Согласно «Закону о границах, статусе и административных центрах муниципальных образований в Республике Башкортостан» имеет статус сельского поселения.

## Население
| 2002  | 2009  | 2010  | 2012  | 2013  | 2014  | 2015  |
| ----- | ----- | ----- | ----- | ----- | ----- | ----- |
| 1735  | ↘1276 | ↘1197 | ↘1158 | ↘1140 | ↘1108 | ↘1089 |
| 2016  | 2017  |       |       |       |       |       |
| ↘1055 | ↘1029 |       |       |       |       |       |

## Состав сельского поселения
| № | Населённый пункт | Тип населённого пункта       | Население |
| - | ---------------- | ---------------------------- | --------- |
| 1 | Кузеево          | село, административный центр | ↘492      |
| 2 | Ахун             | село                         | ↘387      |
| 3 | Чишма            | деревня                      | ↘134      |
| 4 | Усмановский      | деревня                      | ↘103      |
| 5 | Письмянтамак     | деревня                      | ↘37       |
| 6 | Кискакулбаш      | деревня                      | ↘34       |
| 7 | Ярдам            | деревня                      | ↘10       |

Также на территории сельсовета находилась деревня РЭМ.